# Ion Agrigoroaiei
Ion Agrigoroaiei (n. 30 decembrie 1936, Chișinău, România – d. 5 noiembrie 2021) a fost un istoric român.

## Viața și activitatea
Ion Agrigoroaiei s-a născut la Chișinău, la 30 decembrie 1936. A urmat studiile secundare și pe cele universitare la Iași, absolvind Liceul „C. Negruzzi” în anul 1954 și Secției de Istorie de la Facultatea de Filologie-Istorie a Universității „Alexandru Ioan Cuza” din Iași în anul 1958. A obținut doctoratul în anul 1975. A fost cadru didactic universitar la Universitatea „Alexandru Ioan Cuza” din Iași, ocupând următoarele poziții: preparator universitar (1959-1961), asistent universitar (1961-1968), lector (1968-1977), conferențiar (1977-1990), profesor universitar (1990-2007). S-a pensionat în anul 2007. Între anii 1960-1966 a predat la Institutul Pedagogic din Suceava. Între anii 1985-1990 a fost decan al Facultății de Istorie și Filosofie de la Universitatea „Alexandru Ioan Cuza” din Iași. Între anii 1990-1994 a predat la Universitatea „Ștefan cel Mare” din Suceava”. Începând cu anul 1991 a devenit și conducător de doctorat.
A fost interesat de istoria contemporană a României, abordând teme de istorie politică, istoria agriculturii, istoria mișcării muncitorești și istoriografie. A predat seminarii și cursuri și a realizat cercetări privitoare la România în Primul Război Mondial, Marea Unire și istoria Basarabiei.
Între 1993-1997 a fost director al Direcției Județene Iași a Arhivelor Naționale.

## Opera
Lucrări de unic autor (selectiv):
- Iașii în anii 1916 – 1918, Editura Anteros, Iași, 1998, 186 p.
- Unirea Basarabiei cu România în presa vremii, Iași, Editura Universității „Al. I. Cuza”, 1999, 211 p.
- România interbelică, vol I., Editura Universității „Al. I. Cuza”, Iași, , 2001, 297 p.
- Opinie publică și stare de spirit în vremea Războiului de Întregire și a Marii Uniri. Iași, 1916 -1918, Editura Fundației Axis, Iași, 2004, 303 p.
- Basarabia de la unire la integrare, Editura Cartdidact, Chișinău, 2007, 334 p.
- România în relațiile internaționale din perioada 1916 – 1918, Casa Editorială Demiurg, Iași, 2008, 214 p.
- Comisia Europeană a Dunării. Selecție de texte și studiu introductiv, Editura Universității „Al. I. Cuza”, Iași, 2010, 231 p.
- Basarabia în acte diplomatice 1711 – 1947, Casa Editorială Demiurg, Iași, 2012, text și documente, 260 p.
- România interbelică: unificare și evoluție economică, Casa Editorială Demiurg, Iași, 2015, 400 p.
- Universitari ieșeni, președinți ai Senatului României: Paul Bujor, Traian Bratu, Neculai Costăchescu, Casa Editorială Demiurg, Iași, 2015, 171 p.
- Opinie publică și stare de spirit în vremea Războiului de Întregire și a Marii Uniri, ediția a II-a revizuită, Editura Fundației Academice AXIS, Iași, 2016, 324 p.
- Orașul Iași – Capitala rezistenței până la capăt (1916-1917), Editura Junimea, Iași, 2016, 339 p, coordonator.

## Medalii, premii, titluri onorifice
Medalia „Meritul științific” (1974)
Premiul Academiei Române (1985) pentru lucrarea Aspecte ale luptei naționale. Iași 1600-1859-1918, Iași, Editura Junimea, 1983.
Profesor emeritus al Universități „Alexandru Ioan Cuza” din Iași (2007)
Ordinul „Gloria Muncii” decernat de Președinția Republicii Moldova (2010)